# 布卢帕里
布卢帕里（法語：Boulouparis，發音：[bulupaʁi] ⓘ）是法国海外特殊集体新喀里多尼亞南部省的市镇，面积865平方千米，2019年1月1日人口为3,315人。

## 地理
布卢帕里（21°52'0"S, 166°3'0"E）面积865平方千米，位于法国海外特殊集体新喀里多尼亞。
与布卢帕里接壤的市镇（或旧市镇、城区）包括：拉福阿、帕伊塔、蒂奥。
布卢帕里的时区为UTC+11:00。

## 行政
布卢帕里的邮政编码为98812，INSEE市镇编码为98802。

## 政治
布卢帕里的现任市长为帕斯卡尔·维托里先生，任期为2020-2026年。

## 人口
布卢帕里于2019年1月1日时的人口数量为3315人。